# Energía Eléctrica de Barquisimeto
C.A. Energía Eléctrica de Barquisimeto (ENELBAR) es una empresas estatal venezolana encargada de la producción, transmisión y comercialización del sistema eléctrico del Estado Lara. Es una de las filiales de la Corporación Eléctrica Nacional, que agrupa a todas las compañías prestadoras del servicio eléctrico de Venezuela.

## Historia
Los orígenes de la empresa se remontan al 9 de junio de 1914 cuando la Compañía Anónima Industrial de Barquisimeto se adjudica la concesión para desarrollar el alumbrado público de Barquisimeto. A partir del 28 de octubre de 1915 inicia operaciones prestando el servicio en algunas calle de la ciudad y la energía se obtenía por la quema de carbón y leña. Desde 1919 se comienza a ampliar la compañía al servir también a particulares por lo que se debe cambiar la forma de producción de energía a gas y luego a gasolina.
En 1925 es comprada por la Venezuelan Power Co. la cual vende la totalidad de sus acciones en 1941 a la empresa Energía Eléctrica de Venezuela por lo cual adoptó la denominación de su casa matriz. En 1951 se establece finalmente con su nombre actual y adquiere el nombre de Kilovatico C.A. Energía Eléctrica de Barquisimeto como empresa autónoma. En 1965 adquiere la C.A. Planta Eléctrica de Carora (CAPEC) que había sido fundada el 20 de marzo de 1920 y ésta pasa a ser una de sus subsidiarias.al fondo de inversiones de Venezuela
En 1973 se inicia el proceso de estabilización de la compañía cuando su accionista mayoritario, Canadian International Power Company Limited conserva el 50% y el restante lo adquiere el Estado venezolano. El 15 de marzo de 1975 ENELBAR firma el acuerdo de interconexión eléctrica con el cual se permite la compra de energía a la estatal CADAFE. En 1976 culmina el proceso de estabilización cuando ENELBAR es adquirida en su totalidad por el Estado venezolano. En 1981 se fusiona CAPEC con ENELBAR. En 1997 la empresa se convierte en la única operadora de energía eléctrica de Lara, luego que CADAFE transfiriera los activos de su filial Eleoccidente en esa entidad a ENELBAR.
En 2007 ENELBAR se convierte en una de las filiales de la Corporación Eléctrica Nacional.